# Liste der Mitglieder des Landtags des Herzogtums Sachsen-Altenburg (1892–1894)
Diese Liste gibt einen Überblick über alle Mitglieder des Landtages des Herzogtums Sachsen-Altenburg von 1892 bis 1894.

## Allgemeines
Die Abgeordneten wurden gemäß dem Wahlgesetz vom 31. Mai 1870 bestimmt. Der Landtag bestand danach aus 30 direkt gewählten Abgeordneten: Neun Abgeordnete wurden von der Stadtbevölkerung, zwölf von der Landbevölkerung und neun von den Höchstbesteuerten gewählt. Das passive Wahlrecht hatte jeder steuerpflichtige männliche Staatsbürger, der das 25. Lebensjahr erreicht hat. Die Abgeordneten wurden für drei Jahre gewählt.

## Liste
| Name                       | Kurie            | Wahlbezirk      |                           | Beschreibung                              |
| -------------------------- | ---------------- | --------------- | ------------------------- | ----------------------------------------- |
| Edmund Schmidt             | Höchstbesteuerte | 1               | Altenburg                 | Fabrikbesitzer, Kommerzienrat             |
| Hermann Donath             | Höchstbesteuerte | 2               | Schmölln                  | Fabrikbesitzer, Kommerzienrat             |
| Arno Kröber                | Höchstbesteuerte | 3               | Kauerndorf                | Rentier                                   |
| Adam Schneider             | Höchstbesteuerte | 4               | Langenleuba-Niederhain    | Gemeindevorsteher, Rentier                |
| Gustav Friedrich           | Höchstbesteuerte | 5               | auf Weißbach bei Schmölln | Rittergutsbesitzer                        |
| Julius Kröber              | Höchstbesteuerte | 6               | Dobraschütz               | Gutsbesitzer                              |
| Friedrich Kämpfe           | Höchstbesteuerte | 7               | Eisenberg                 | Fabrikbesitzer, Kommerzienrat             |
| Robert Lehn                | Höchstbesteuerte | 8               | Petersberg                | Mühlenbesitzer (Stünzmühle)               |
| Ferdinand Grieser          | Höchstbesteuerte | 9               | Zwabitz                   | Gutsbesitzer, Gemeindevorsteher           |
| Gustav Oßwald              | Städte & Land    | 1, 1. Abteilung | Altenburg                 | Oberbürgermeister                         |
| Otto Hase                  | Städte & Land    | 1, 2. Abteilung | Altenburg                 | Rechtsanwalt und Notar                    |
| Edmund Buchwald            | Städte & Land    | 1, 3. Abteilung | Altenburg                 | Buchbinder                                |
| Karl Sieber                | Städte & Land    | 2, 1. Abteilung | Ronneburg                 | Kaufmann, Kommerzienrat                   |
| August Seyfarth            | Städte & Land    | 2, 2. Abteilung | Schmölln                  | Armenpfleger und Gasanstaltsverwalter     |
| Johann Gottfried Hüttig    | Städte & Land    | 2, 3. Abteilung | Gößnitz                   | Zeugarbeiter                              |
| Johann Kühn                | Städte & Land    | 3, 1. Abteilung | Garbisdorf                | Amtsvorsteher, Guts- und Gasthofsbesitzer |
| Mollo Kresse               | Städte & Land    | 3, 2. Abteilung | Lehma                     | Amtsvorsteher, Gutsbesitzer               |
| Louis Helbig               | Städte & Land    | 3, 3. Abteilung | Langenleuba-Niederhain    | Zimmermeister, Amtsvorsteher              |
| Curt Stöhr                 | Städte & Land    | 4, 1. Abteilung | Altenburg                 | Landrat, Rittergutsbesitzer               |
| Jacob Kahnt                | Städte & Land    | 4, 2. Abteilung | Vollmershain              | Amts- und Gemeindevorsteher, Gutsbesitzer |
| Karl Rother                | Städte & Land    | 4, 3. Abteilung | Gessen                    | Gutsbesitzer, Amtsvorsteher               |
| Emil Claus                 | Städte & Land    | 5, 1. Abteilung | Eisenberg                 | Bürgermeister                             |
| Gustav Pietzsch            | Städte & Land    | 5, 2. Abteilung | Roda                      | Kaufmann                                  |
| Julius Herrmann            | Städte & Land    | 5, 3. Abteilung | Kahla                     | Rektor                                    |
| Ferdinand Häcker           | Städte & Land    | 6, 1. Abteilung | Tünschütz                 | Amtsvorsteher, Gutsbesitzer               |
| Louis Köhler               | Städte & Land    | 6, 2. Abteilung | Weißbach bei Roda         | Mühlenbesitzer, Amtsvorsteher             |
| Karl Opel                  | Städte & Land    | 6, 3. Abteilung | Hermsdorf                 | Gemeindevorsteher, Holzhändler            |
| Adolf Bolz                 | Städte & Land    | 7, 1. Abteilung | Rausdorf                  | Gemeindevorsteher, Gutsbesitzer           |
| Konrad Ludwig Gerstenbergk | Städte & Land    | 7, 2. Abteilung | Roda                      | Landrat, Geheimer Regierungsrat           |
| Karl Kärcher               | Städte & Land    | 7, 3. Abteilung | Löbschütz                 | Zimmermeister                             |